# SN 1991B
SN 1991B – supernowa typu Ia odkryta 11 stycznia 1991 roku w galaktyce NGC 5426. W momencie odkrycia miała maksymalną jasność 16,00m.